# Neocentrophyes
Neocentrophyes är ett släkte av pansarmaskar. Neocentrophyes ingår i familjen Neocentrophyidae.
Kladogram enligt Catalogue of Life:
| Neocentrophyes | \| \| Neocentrophyes intermedius \| \| \| \| \| \| Neocentrophyes satyai \| \| \| \| |
|                | \| \| Neocentrophyes intermedius \| \| \| \| \| \| Neocentrophyes satyai \| \| \| \| |
|                | Paracentrophyes                                                                      |
|                |                                                                                      |
|                | Neocentrophyes intermedius                                                           |
|                |                                                                                      |
|                | Neocentrophyes satyai                                                                |
|                |                                                                                      |

|  | Neocentrophyes intermedius |
|  |                            |
|  | Neocentrophyes satyai      |
|  |                            |